# 野伏 (日本史)
野伏（のぶし、のぶせ、野武士、野臥）とは、中世の日本において落人や落武者を襲って武具や金品、馬などを奪っていた武装集団の総称である。

## 概要
野伏には山賊・武士の類も含まれていたが、その大半は一般農民だったと考えられている。中世には落ち武者狩りといって、流刑となった罪人や戦に敗れた落武者が山や藪の中の道を人目を避け通り掛かった際、これを近隣の百姓が略奪し殺害する慣行が存在した。これは村の防御という面だけでなく、庶民にとっての収入源の一つであったとも思われる。また守護などは、戦の際に近隣から農民たちを野伏として徴兵していた。